# Houston, Minnesota
Houston är en ort i Houston County i delstaten Minnesota. Orten har fått sitt namn efter Sam Houston. Enligt 2020 års folkräkning hade Houston 997 invånare.